# Anglade
 Anglade  es una población y comuna francesa del departamento de Gironda en la región de Nueva Aquitania.

## Demografía
| 955 | 853 | 777 | 796 | 758 | 769 | 928 |
| Para los censos de 1962 a 1999 la población legal corresponde a la población sin duplicidades (Fuente: INSEE [Consultar]) |     |     |     |     |     |     |